# سيمون ليونز
سيمون ليونز (بالإنجليزية: Simon Lyons)‏ هو لاعب كرة قدم بريطاني في مركز الوسط، ولد في 2 ديسمبر 1982 في Watchet ‏ في المملكة المتحدة. لعب مع نادي توركي يونايتد.

## وصلات خارجية
- سيمون ليونز على موقع Soccerbase.com (لاعب) (الإنجليزية)